# Céleste (film, 1970)
Pour les articles homonymes, voir Céleste.
Pour plus de détails, voir Fiche technique et Distribution.
Céleste est un film français réalisé par Michel Gast sorti en 1970.

## Fiche technique
- Réalisateur : Michel Gast, assisté de Christian Dura
- Scénario et dialogues : Louis Sapin
- Photographie : Marc Fossard
- Musique : Guy Pedersen
- Décors : Christian Girard et Raoul Albert
- Montage : Claude Cohen
- Durée : 90 min
- Date de sortie :
  - France : 9 décembre 1970

## Distribution
- Débora Duarte : Céleste
- Jean Rochefort : Georges Cazenave
- Léa Massari : Hélène
- Anne-Marie Coffinet : Marie-Jeanne
- Philippe Ogouz : Antoine
- Gabriel Cattand : Moret
- Perrette Pradier : Catherine
- Philippe Dumat : Bonneval
- Raymond Gérôme : le chef des Barbouzes français
- Harry-Max : le préposé des bains-douches
- Arlette Thomas
- Alain Floret